# Costa Magica (schip, 2004)
De Costa Magica is een cruiseschip van Costa Crociere.

## Omschrijving
De Costa Magica debuteerde in 2004 als een zusterschip van de Costa Fortuna, gebouwd op hetzelfde platform als de 'Destiny-klasse' van Carnival Cruise Lines. De Magica is een eerbetoon aan enkele van de bekendste bestemmingen in Italië, met inbegrip Positano, Portofino, Bellagio en Sicilië, die allemaal zijn opgenomen in haar openbare ruimtes en restaurants. Met haar 102.587 GT, is zij een van de grootste in de vloot van Costa Crociere.

## Foto's

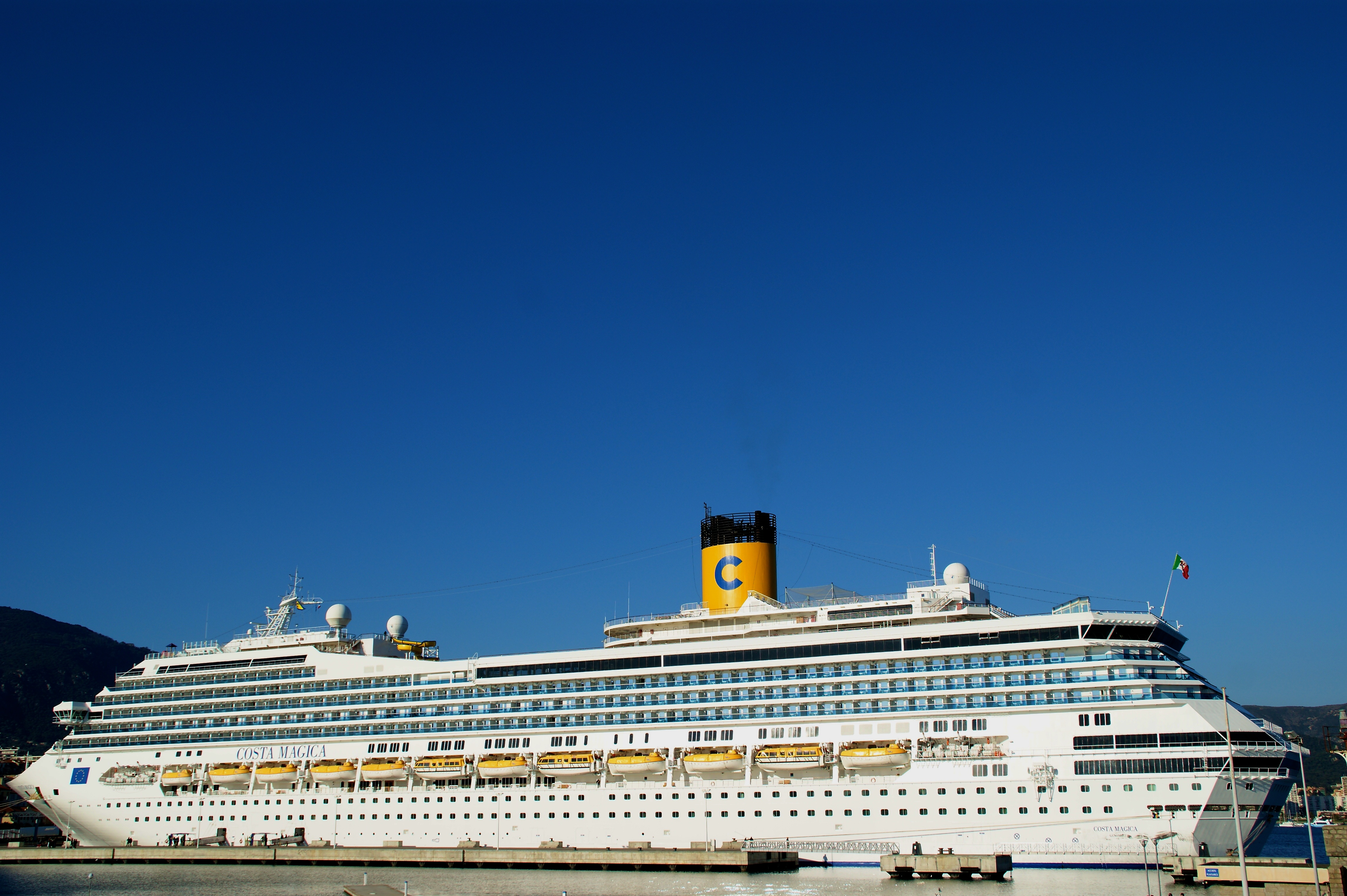
Costa Magica in Ajaccio
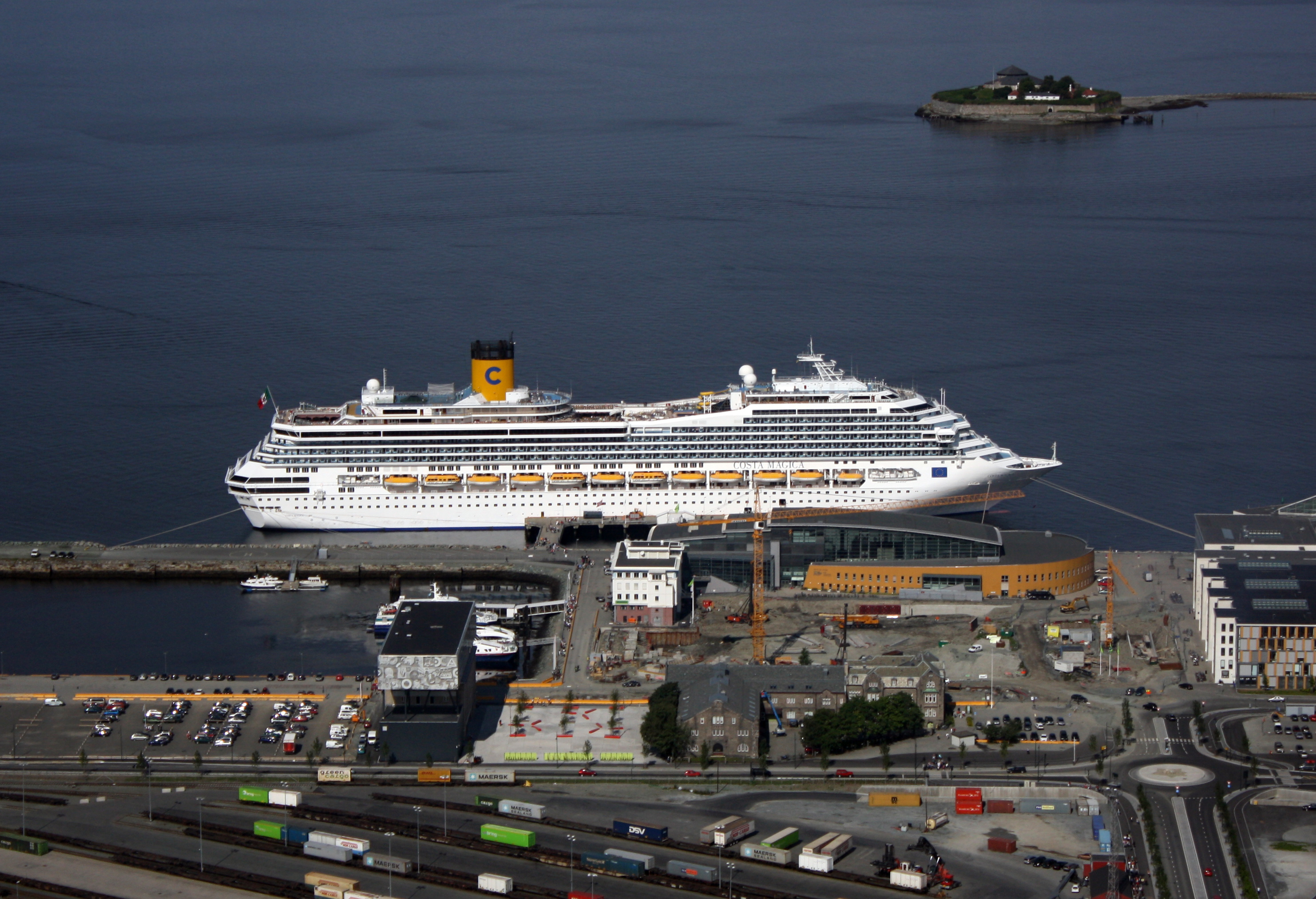
Costa Magica in Trondheim
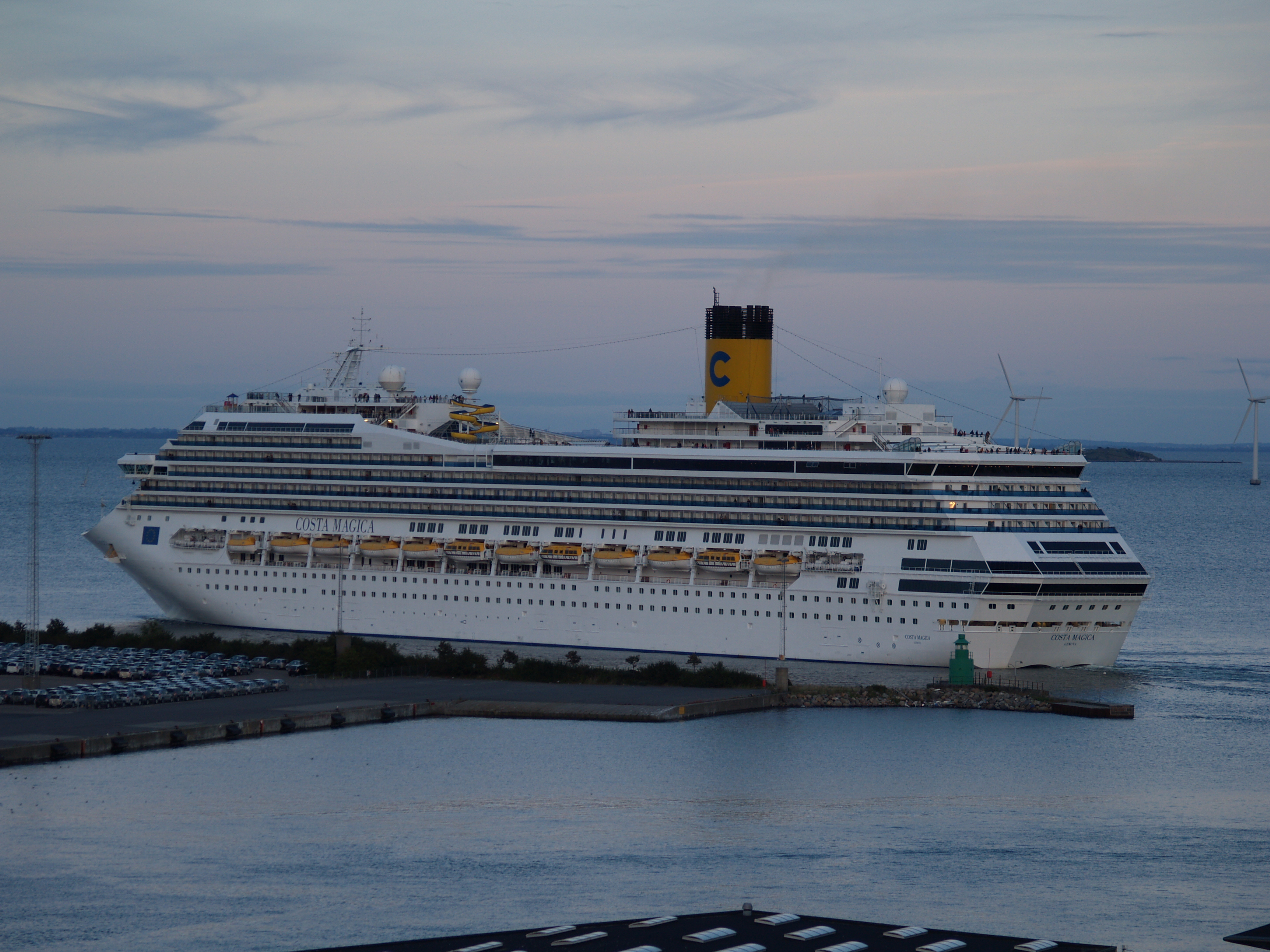
Costa Magica verlaat Kopenhagen
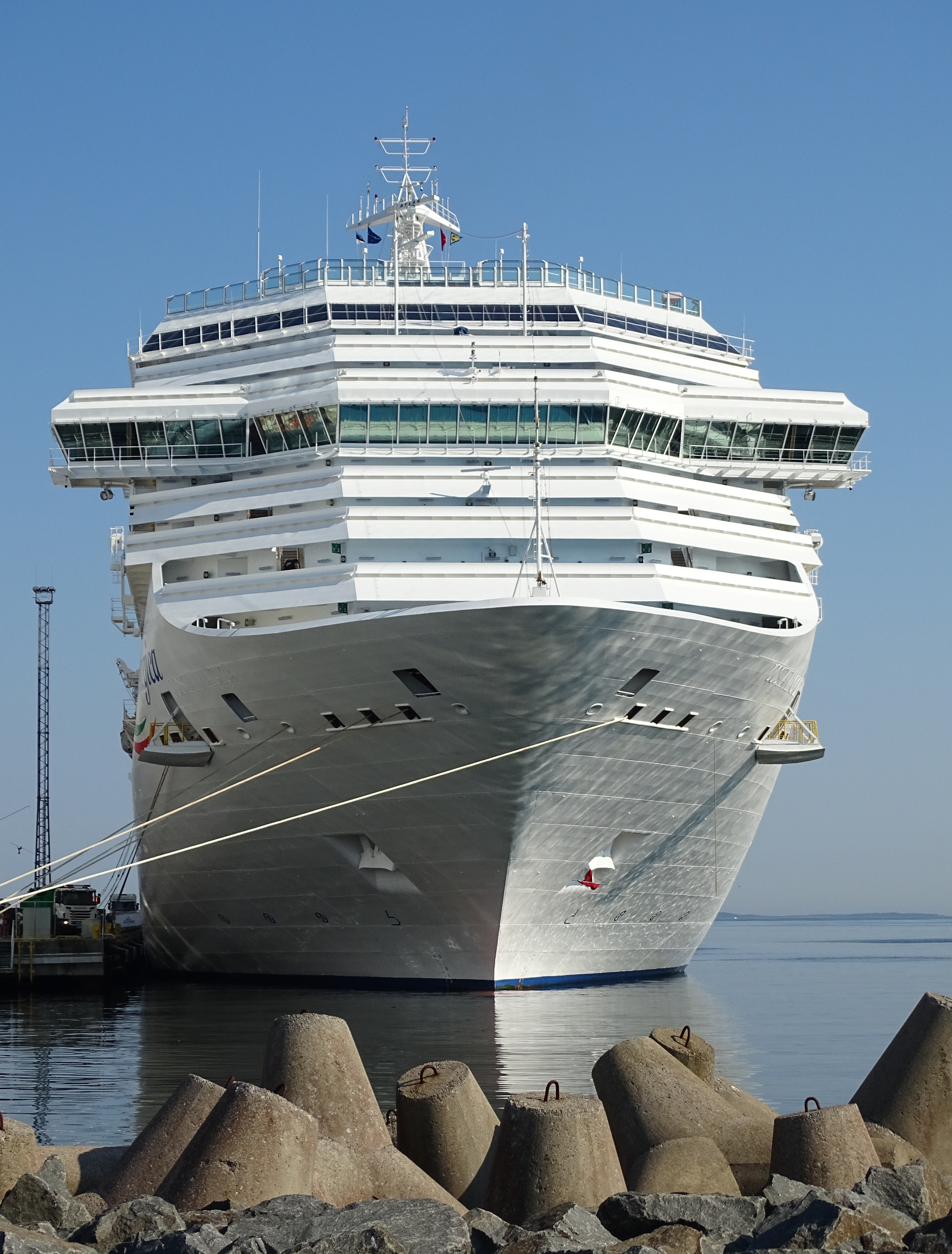
Costa Magica in Tallinn